# Acacia painteri
Acacia painteri là một loài thực vật có hoa trong họ Đậu. Loài này được (Britton & Rose) L. Rico mô tả khoa học đầu tiên năm 2001.